# Fruit Gushers
Los Fruit Gushers (también simplemente Gushers) son caramelos con sabor a fruta de la marca Betty Crocker, introducidos en 1991. Son unas pequeñas porciones blandas y fácilmente masticables, con un centro de zumo de frutas concentrado.

## Historia
La marca Betty Crocker introdujo los Fruit Gushers (a veces simplemente Gushers) en 1991 como un aperitivo con sabor a fruta. Cada caja costaba por entonces 2,19 dólares y contenía seis bolsas, cada una de las cuales tenía nueve piezas individuales, con un total de 90 calorias (380 kJ) por bolsa.

## Composición
Los Fruit Gushers con sabor a fresa se componen de concentrado de pera, azúcar, jarabe de maíz seco, jarabe de maíz, harina de maíz modificada, fructosa y concentrado de zumo de uva. Dirigidos a niños, tenían forma de bellota con un exterior suave similar a una gominola y un interior líquido, con sabores a fresa y a pera, denominados "Strawberry Splash" y "Gushin' Grape".
En 2003, una porción de cualquier variedad de Fruit Gushers era un paquete de 0,9 onzas (0 kg) con 90 calorías, cero proteínas, 1 gramo (0 oz) de grasa y 20 gramos (0,7 oz) de glúcidos. En 2018, 28 gramos (1 oz) de Strawberry Fruit Gushers aportaban 90 calorías y contenían 9 gramos (0,3 oz) de azúcar, un gramo de grasa y costaban 0,46 dólares.

## Variedades
Betty Crocker lanzó una nueva variedad de Fruit Gushers a principios de 2020: los Galactic Fruit Gushers, con los sabores "Manzana asteroide", "Cúmulo de estrellas de bayas" y un sabor misterioso denominado "Objeto con sabor no identificado". Este último era parte de un concurso donde los consumidores podían adivinar el sabor desconocido y ganar premios "como sudaderas, gorros, mantas o empuñaduras para teléfonos móviles". Los Galactic Fruit Gushers se vendieron a través de Walmart a 5,88 dólares la caja.

## Recepción
Una reseña de Sun Sentinel de 1991 decía que el jarabe del interior rezumaba en lugar de brotar, y encontraba el dulce sorprendentemente agradable. En 2013, Complex magazine clasificó a los Fruit Gushers como el segundo mejor snack de frutas de todos los tiempos, detrás de otro producto de Betty Crocker, denominado Shark Bites.